# Тинеретулуи

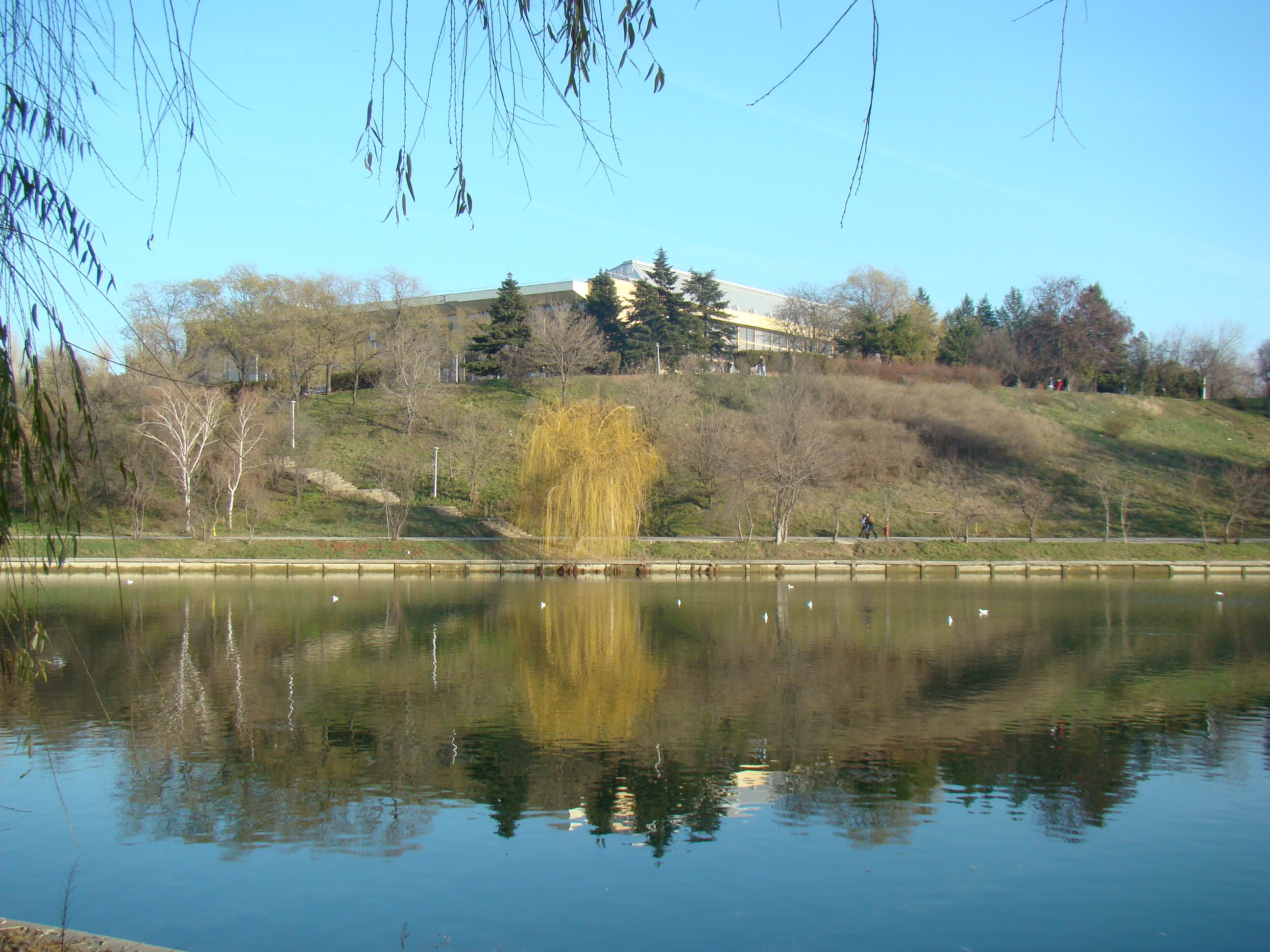
Парк Тинеретулуи. Вид на озеро и комплекс Зала Поливалента.

Парк Тинеретулуи (рум. Parcul Tineretului) — публичный парк на юге Бухареста, основан в 1965 году.

## История
Парк Тинеретулуи был основан в 1965 году и разбит по плану архитектора Валентина Донозе. Является крупнейшей рекреационной территорией южного Бухареста, который особенно интенсивно развивался в 1960—1970-е годы.

## Достопримечательности
- В парке находится озеро Тинеретулуи.
- В 1974 году здесь был сооружён зал многофункционального использования Зала Поливалента (Sala Polivalentă), который используется для музыкальных и спортивных мероприятий. Зал вмещает 12 тыс. человек для концертов и 6 тыс. зрителей для гандбольных матчей.
- На юге парка расположен детский городок с аттракционами и детской железной дорогой.

## Галерея

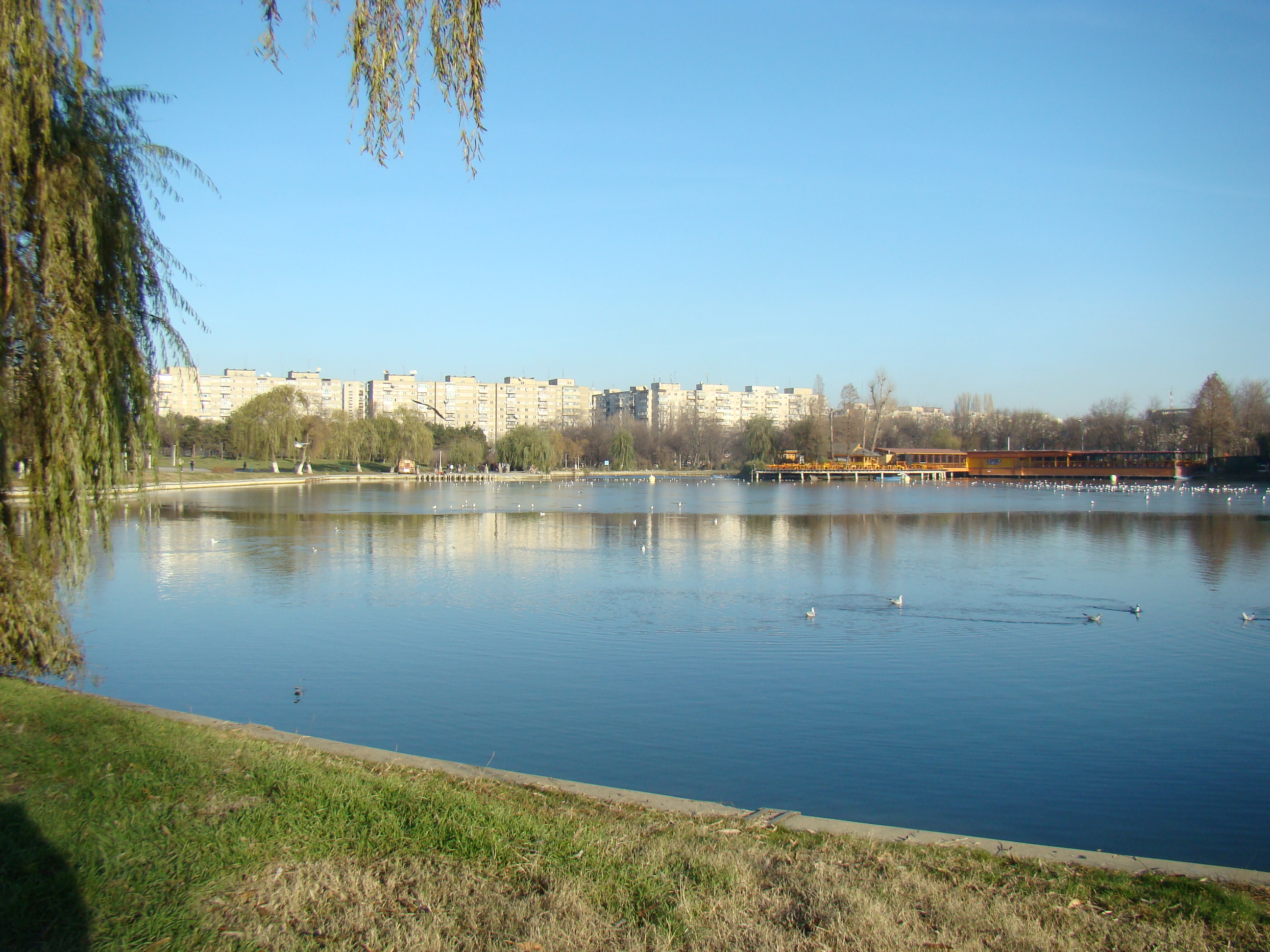
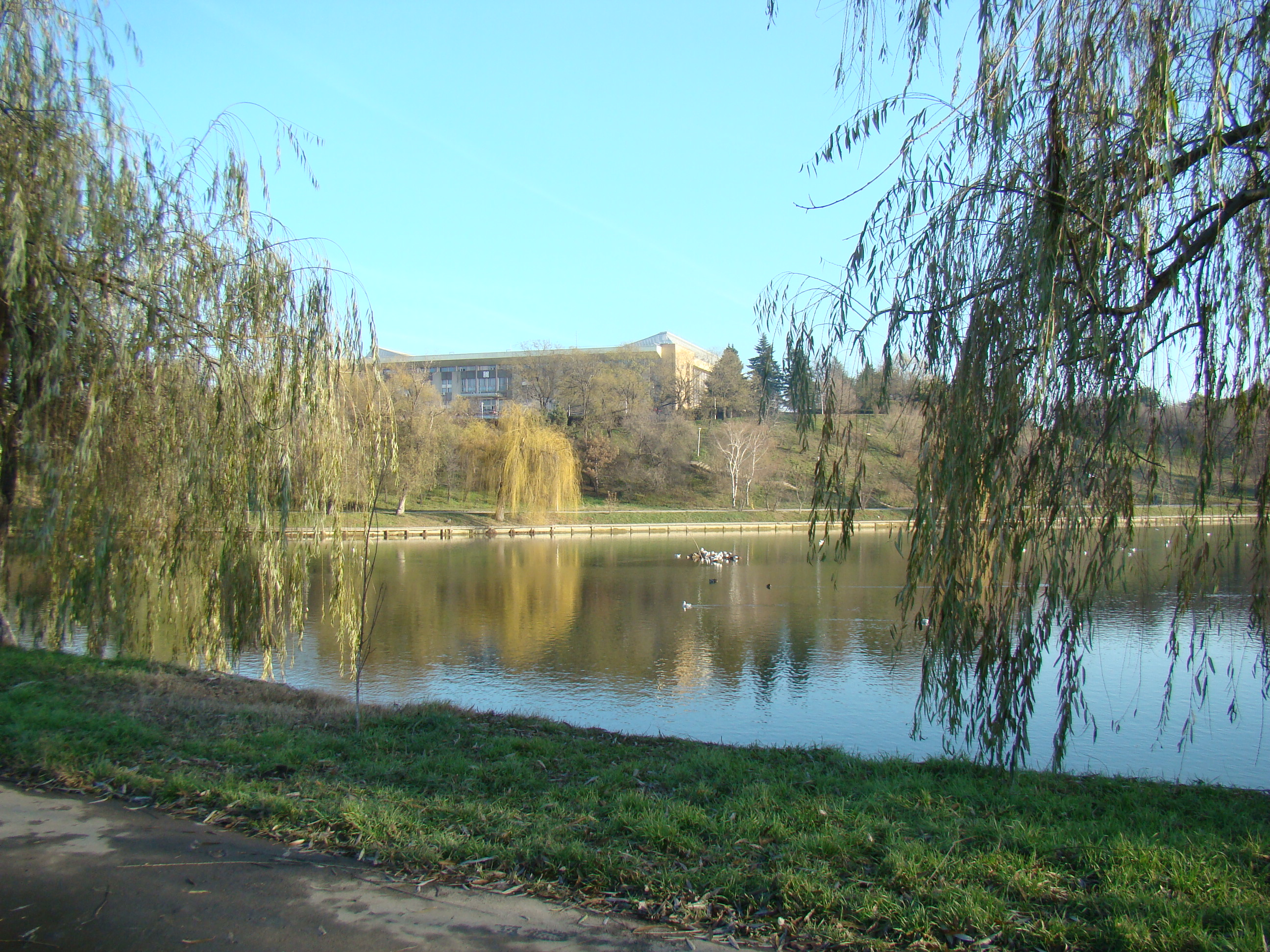
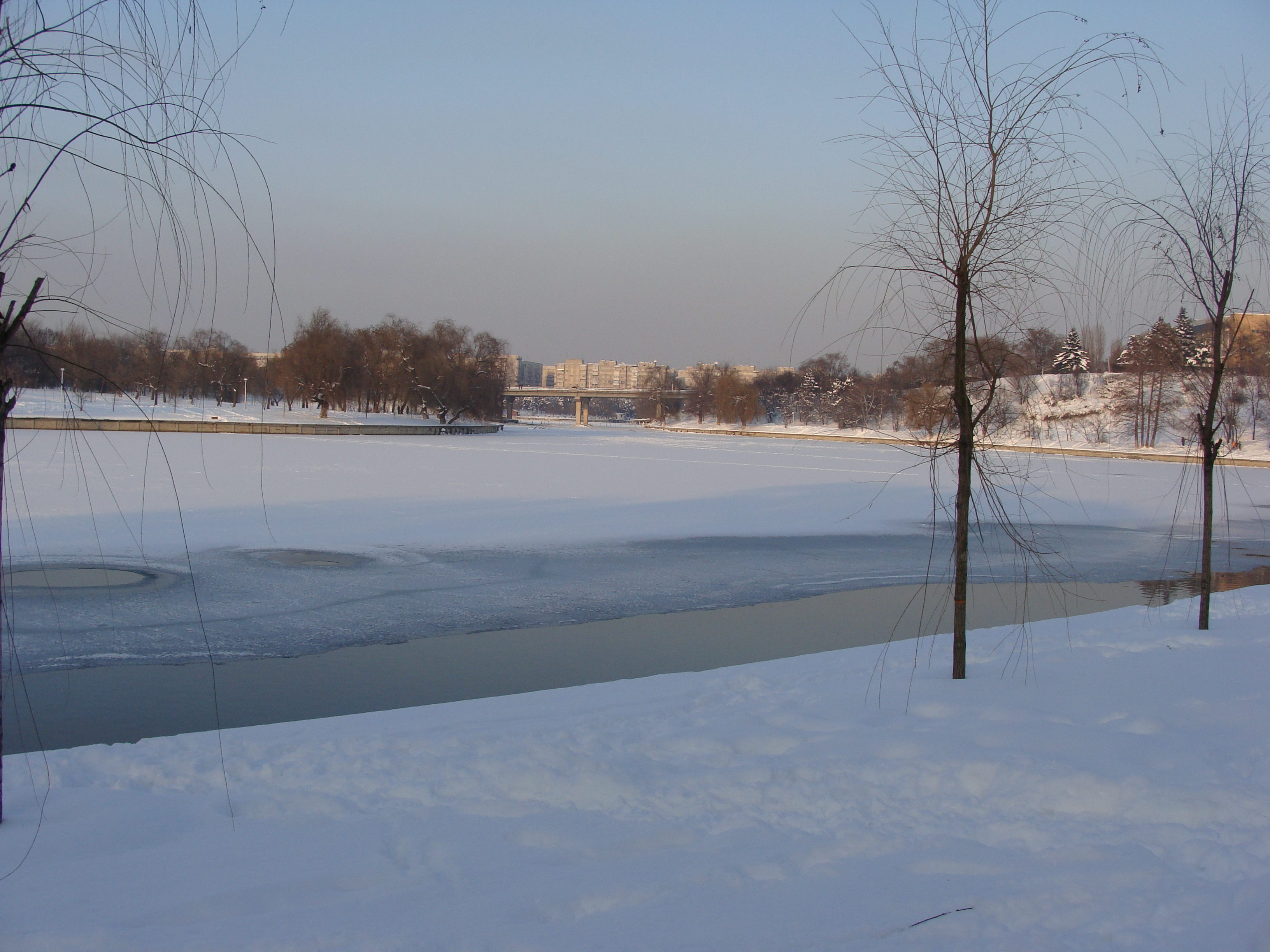
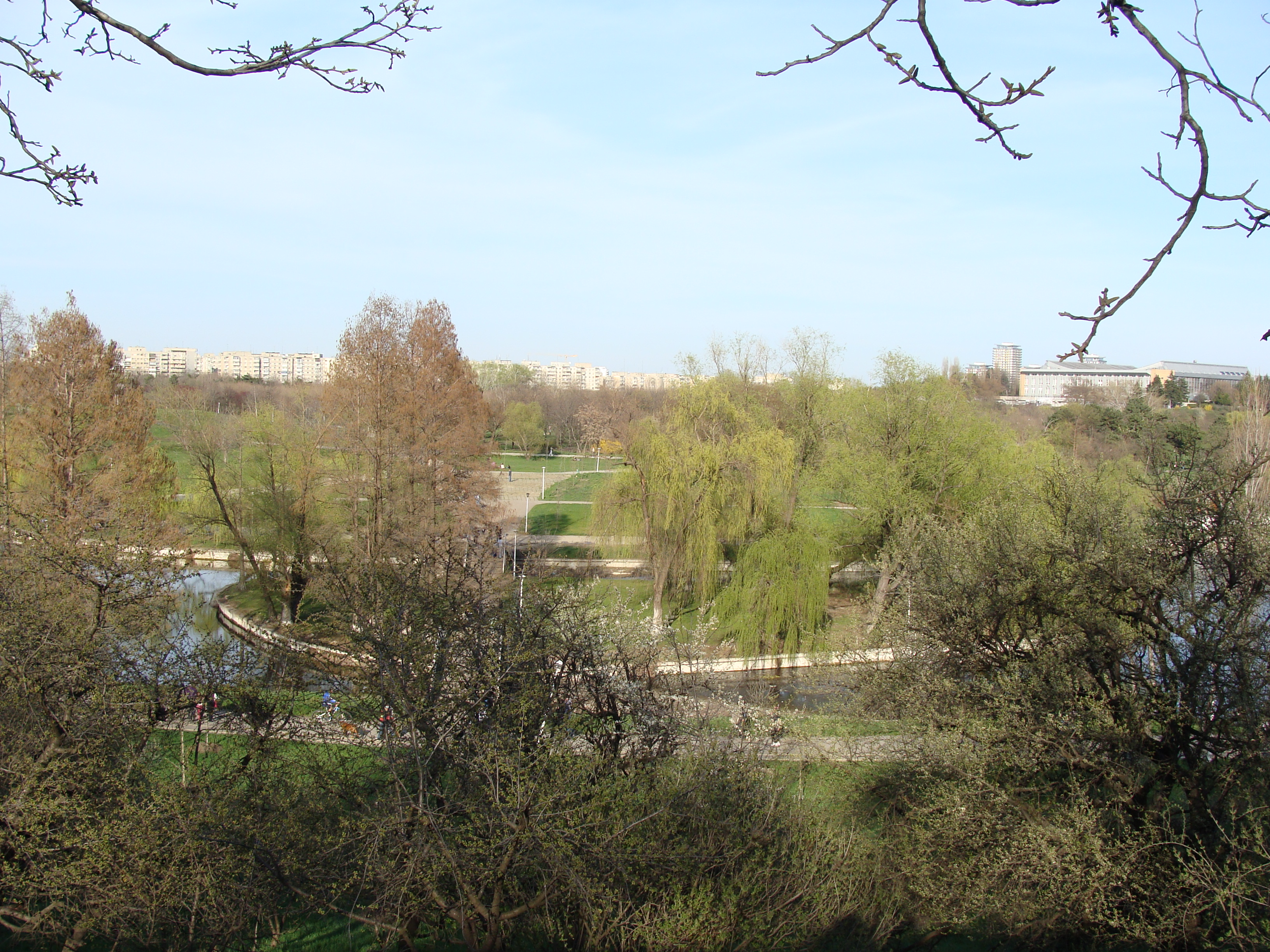
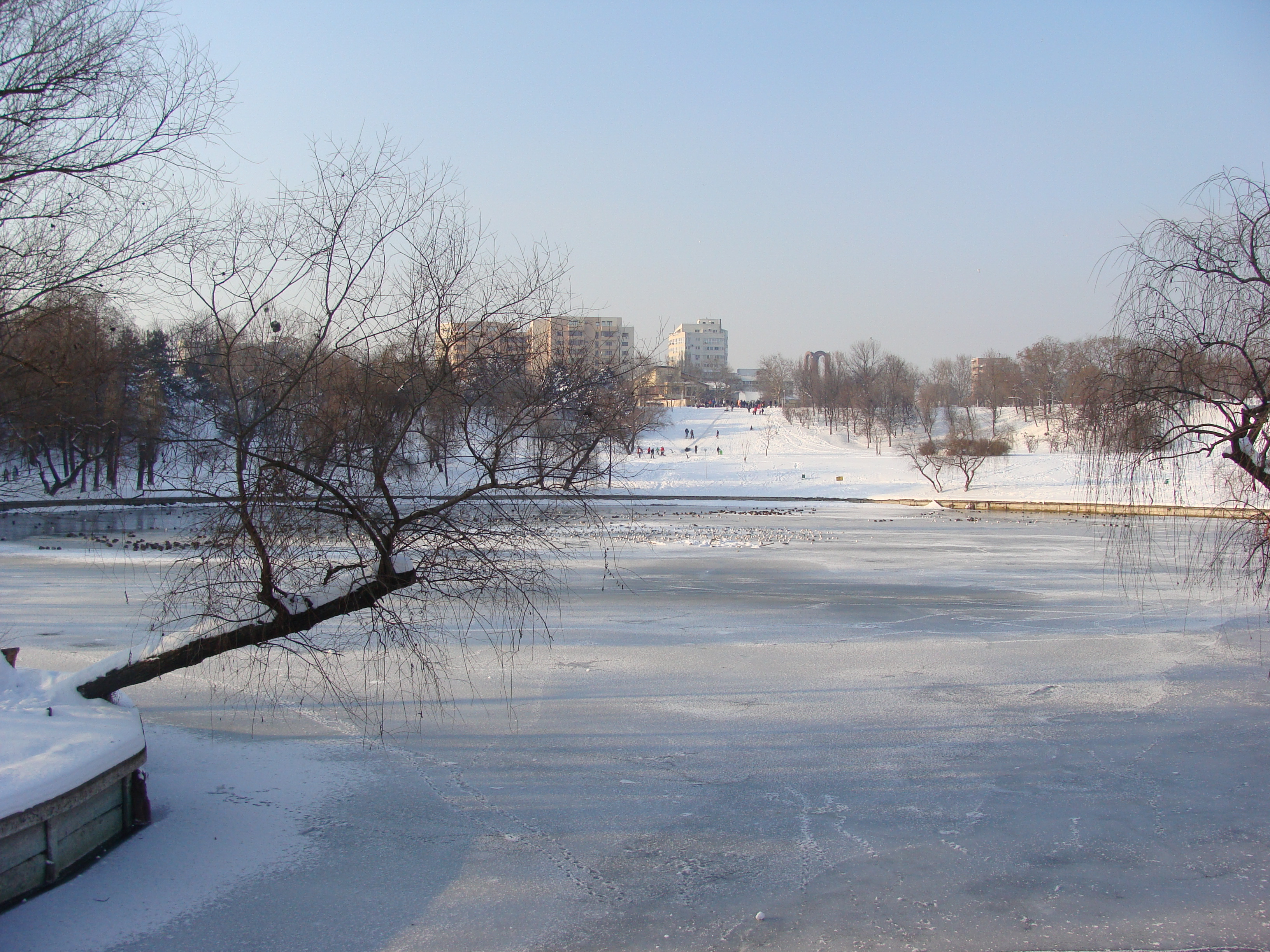